# Anno Houwing
Anno Houwing (Wedde, 9 oktober 1905 - Leeuwarden, 29 november 1983) was een Nederlandse verzetsstrijder en politiecommissaris van Leeuwarden in de periode 1946-1968.
Houwing begon zijn loopbaan in 1925 bij de gemeentepolitie Groningen, daarna in Hilversum en Assen. Werd in 1940 benoemd tot rijksrechercheur bij het parket van de Procureur-Generaal van het parket van Politie bij het Gerechtshof Leeuwarden. Hij nam ontslag toen hij door de Duitse bezetter naar Den Haag werd verplaatst en belandde in het Friese verzet. Hij wordt beschouwd als geestelijk vader van het "Friese Veemgericht". Na de oorlog werd hij benoemd tot commissaris van politie in Leeuwarden in welke hoedanigheid hij onder andere opdracht gaf om een demonstratie voor het Gerechtshof in Leeuwarden met harde hand uiteen te drijven. Deze gebeurtenis ging de geschiedenis in als Kneppelfreed.